# Andreas Petersen (Historiker)
Andreas Petersen (* 1961 in Köln) ist ein deutscher Historiker.
Andreas Petersen studierte Allgemeine und Osteuropäische Geschichte an der Universität Zürich, schloss 1992 bei Jörg Fisch mit dem Lizentiat ab und promovierte 2001. Er war Mitarbeiter an der Freien Universität Berlin, Dozent für Zeitgeschichte an der Fachhochschule Nordwestschweiz, Gründungspräsident des Forums für Zeitzeugen in Aarau und publizierte u. a. in der Neuen Zürcher Zeitung. Er ist Leiter der Geschichtsagentur zeit&zeugen.

## Schriften
Monographien:
- Radikale Jugend. Die sozialistische Jugendbewegung der Schweiz 1900–1930. Radikalisierungsanalyse und Generationentheorie. Chronos, Zürich 2001, ISBN 3-0340-0510-5.
- mit Ines Geipel: Black Box DDR. Unerzählte Leben unterm SED-Regime. Marix, Wiesbaden 2009, ISBN 978-3-86539-211-4.
- Deine Schnauze wird dir in Sibirien zufrieren. Ein Jahrhundertdiktat. Erwin Jöris. Marix, Wiesbaden 2012, ISBN 978-3-86539-284-8.
- Einer von vielen. Stalingrad. Auf der Suche nach einem Soldaten. zeit&zeugen, Berlin 2013, ISBN 978-3-9524203-0-0.
- Die Moskauer. Wie das Stalintrauma die DDR prägte. S. Fischer Verlag, Frankfurt/M. 2019, ISBN 978-3-10-397435-5.
- Der Osten und das Unbewusste: Wie Freud im Kollektiv verschwand. Klett-Cotta, Stuttgart 2024, ISBN 978-3-608-98720-1.

Buchkapitel:
- Straßenkämpfer am Abgrund. Berliner Bürgerkriegsjugend 1932. In: Berlin in Geschichte und Gegenwart. Jahrbuch des Landesarchivs Berlin 2009. Mann, Berlin 2010, ISBN 978-3-7861-2602-7, S. 279–310.
- Meine Damen und Herren. Ich breche hier ab. Zu Horst Bieneks ungeschriebenem Workuta-Roman. In: Reinhard Laube, Verena Nolte (Hrsg.): Horst Bienek. Ein Schriftsteller in den Extremen des 20. Jahrhunderts. Wallstein, Göttingen 2013, ISBN 978-3-8353-0971-5, S. 189–208.
- Klaus Schroeder, Jochen Staadt (Hrsg.): Feindwärts der Mauer. Das Ministerium für Staatssicherheit und die West-Berliner Polizei. Lang, Frankfurt am Main 2014, ISBN 978-3-631-65070-7.
- Wo ist Berlin? In: Uwe Lehmann-Brauns (Hrsg.): Wer ist Berlin? Stapp, Berlin 2014, ISBN 987-3-87776-940-7, S. 204–212.

Herausgeberschaften:
- Erik Reger: Tage des Überlebens. Tagebuch April bis Juni 1945. Hrsg. und mit einem Nachwort von Andreas Petersen. Transit, Berlin 2014, ISBN 978-3-88747-308-2.